# Jerzy Opara
Jerzy Janusz Opara (ur. 21 lipca 1948 w Warszawie) – polski kajakarz, srebrny medalista Letnich Igrzysk Olimpijskich z Montrealu, w kategorii kanadyjki dwójki na 500 metrów, razem z Andrzejem Gronowiczem.

## Osiągnięcia

### Igrzyska Olimpijskie
- 1976 – kanadyjki dwójki na 500 m.

### Mistrzostwa świata
- 1970 - 2. miejsce – kanadyjki jedynki na 1000 m
- 1973 - 3. miejsce – kanadyjki dwójki na 500 m
- 1974 - 2. miejsce – kanadyjki dwójki na 1000 m
- 1977 - 3. miejsce – kanadyjki dwójki na 1000 m